# Uncle Scrooge
Uncle Scrooge, ibland stiliserat Uncle $crooge, är en amerikansk serietidning med Joakim von Anka som huvudfigur, och bland andra Kalle Anka och Knattarna som bifigurer. De första 70 numren innehöll främst äventyr författade och tecknade av Carl Barks. Det 71:a numret hade en serie som skrevs av Carl Barks och tecknades av Tony Strobl. De efterföljande numren innehöll oftast repriser av de klassiska Carl Barks-serierna. När förlaget Gladstone tog över publiceringen 1986 började tidningen även innehålla serier av de amerikanska serieskaparna Don Rosa, John Lustig, Pat McGreal, Dave Rawson, Michael T. Gilbert och William Van Horn tillsammans med översatta europeiska Disney-serier från författare och tecknare såsom Daan Jippes, Fred Milton och Romano Scarpa, som ursprungligen publicerades av Oberon, Egmont och Disney Italia/Mondadori. Bland de återkommande antagonisterna som förekommer i tidningen finns Björnligan, Magica de Hex, Pontus von Pluring och Guld-Ivar Flinthjärta.
Många av Carl Barks äventyr som ursprungligen gick i Uncle Scrooge har på svenska publicerats i Kalle Anka & C:o.

## Publiceringshistoria
- Dell Comics: 1952–1962 (Four Color #386, 456 och 495; #4–39)
- Gold Key Comics: 1962–1984 (#40–209, de senare under namnet "Whitman")
- Gladstone Publishing: 1986–1990 (#210–242)
- Disney Comics: 1990–1993 (#243–280)
- Gladstone Publishing: 1993–1998 (#281–318)
- Gemstone Publishing: juni 2003–november 2008 (#319–383)
- Boom! Studios: september 2009–juni 2011 (#384–404)
- IDW Publishing: april 2015– (#1–, ny numrering)[1]